# Фильсмайер, Йозеф
Йозеф Фильсмайер (нем. Joseph Vilsmaier; 24 января 1939, Мюнхен — 11 февраля 2020) — немецкий режиссёр и кинооператор.

## Биография
Учился в школе-интернате близ Аугсбурга, получил техническое образование у производителя киноаппаратов Арнольд и Рихтер (ARRI), девять лет учился в консерватории, по окончании играл в джазовой группе.
После нескольких лет работы техником стал помощником кинооператора, а затем и сам стал снимать фильмы. Быстро стал известным, в том числе благодаря съемкам телесериала «Auf Achse» (1977), ряду эпизодов сериала «Tatort», а также кинолентам режиссёра Дитера Халлерфордена «Didi auf vollen Touren» и «Didi — Der Experte».
Коммерчески успешным стал режиссёрский дебют Йозефа Фильсмайера, фильм «Herbstmilch» (1988), главную роль в котором сыграла его жена Дана Ваврова. Его фильм «Сталинград» принёс ему известность. Фильм «Comedian Harmonists», история одноимённого легендарного вокального ансамбля, вызвал ещё больший резонанс в обществе.
Критики же, напротив, проявили меньший энтузиазм в отношении режиссёрских работ Йозефа Фильсмайера. Его фильмы часто называли «коммерческим искусством» и критиковали за неполноту изложения исторических событий.
Во многих своих фильмах Фильсмайер также выступал в качестве оператора-постановщика.
С Даной Вавровой он прожил в браке с 1986 по 2009 гг., вплоть до её смерти. Все его дочери (Янина, Тереза и Йозефина) — профессиональные актрисы.
Во время съёмок фильма «Der letzte Zug» в Праге в результате падения камеры Фильсмайер получил травму. Работу режиссёра взяла на себя Дана Ваврова, сам Фильсмайер лишь частично участвовал в съёмках. В 2006 г. за фильм «Der letzte Zug» Фильсмайер и Ваврова получили специальный приз жюри на ежегодной церемонии награждения немецких деятелей кино «Bayerischer Filmpreis».
21 июня 2009 Фильсмайер получил почётную премию за выдающийся вклад в развитие операторского искусства.

## Фильмография
- 1993 — Сталинград
- 1995 — Спящий брат
- 1996 — И никто по мне не заплачет (нем. Und keiner weint mir nach) — фильм по роману Зигфрида Зоммера
- 1997 — Comedian Harmonists — фильм об истории одноимённой вокальной группы «Comedian Harmonists»
- 2000 — Марлен — фильм-биография Марлен Дитрих по воспоминаням её дочери
- 2012 — Бавария — Путешествие мечты (документальный фильм)